# 三原王
三原王（みはらのおおきみ /みはらおう、生年不詳 - 天平勝宝4年7月10日（752年8月23日））は、奈良時代の皇族。御原王とも記される。知太政官事・舎人親王の子。官位は正三位・中務卿。

## 経歴
養老元年（717年）従兄弟の坂合部王や智努王（文室浄三）らとともに二世王の蔭位を受け、無位から従四位下に直叙される。
神亀6年（729年）長屋王の変の後に行われた叙位にて従四位上に昇叙される。聖武朝の中盤は弾正尹や治部卿を歴任する。この間の天平12年（740年）藤原広嗣の乱の勃発に際して、伊勢神宮に奉幣のために派遣されている。
天平18年（746年）正四位下・大蔵卿に叙任されると、天平年間末期以降は順調に昇進、天平20年（748年）従三位に昇叙され公卿に列す。天平勝宝元年（749年）孝謙天皇の即位後に正三位・中務卿に叙任されている。
天平勝宝4年（752年）7月10日薨去。最終官位は中務卿正三位。

## 官歴
『続日本紀』による。
- 養老元年（717年） 1月4日：従四位下。10月12日：益封
- 神亀6年（729年） 3月4日：従四位上
- 天平9年（737年） 12月23日：弾正尹
- 天平12年（740年） 9月11日：見治部卿
- 天平18年（746年） 3月16日：大蔵卿。4月22日：正四位下
- 天平19年（747年） 1月20日：正四位上
- 天平20年（748年） 2月19日：従三位。4月22日：山作司（元正上皇崩御）
- 天平勝宝元年（749年） 8月10日：中務卿。11月26日：正三位
- 天平勝宝4年（752年） 7月10日：薨去

## 系譜

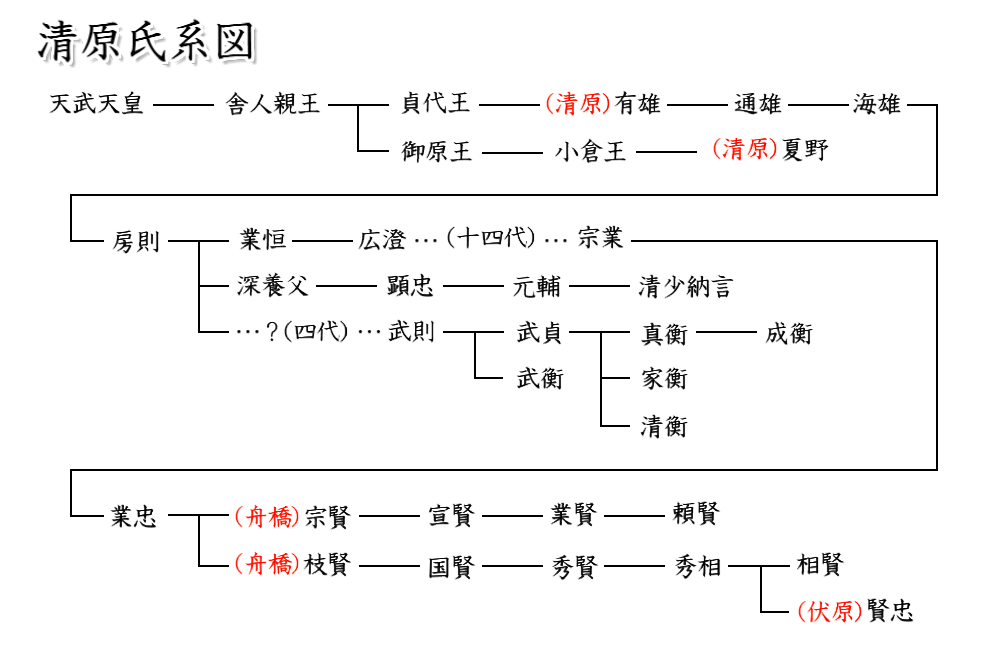
清原氏系図

- 父：舎人親王
- 母：当麻山背（当麻老の娘）
- 生母不詳の子女
  - 男子：和気王[2]（?-765） - 子孫は清原氏（典薬寮官人）
  - 男子：丹波王[3]
  - 男子：岡細川（細川王）[3]
  - 男子：山口王[4] - 子孫は清原氏（下野清党）
  - 男子：長津王[4]
  - 男子：小倉王[5] - 子孫は清原氏
  - 男子：石浦王[6] - 子孫は清原氏
  - 女子：弓削女王[3]
  - 女子：小宅女王[3]